# اورستیس جونیور آلوز
اورستیس جونیور آلوز مشهور به آلوز (به پرتغالی: Orestes Júnior Alves) بازیکن داماش گیلان است.
وی پیش از در لیگ‌های لیگ برتر فوتبال برزیل، پرتقال و بوندس‌لیگا آلمان سابقه بازی دارد.
وی در باشگاه‌های متعددی از جمله، سانتوس برزیل و ناول پرتغال، ویکتوریا پرتغال و هانزاروستوک آلمان حضور داشته است.